# Никольский, Алексей Павлович
Алексей Павлович Никольский (7 сентября 1912, Москва — после 1985) — советский инженер-электрик. Лауреат Ленинской премии (1957).

## Биография
Алексей Никольский родился в Москве 7 сентября 1912 года. В 1931—1934 годах учился в Московском электромеханическом институте инженеров железнодорожного транспорта.
Принимал участие в Великой Отечественной войне. Служил в войсках ПВО города Москвы.
С 1950 года работал заместителем начальника конструкторского отела специального конструкторского бюро Министерства станкостроительной и инструментальной промышленности СССР. В 1957 году был удостоен Ленинской премии за создание комплексного автоматического цеха по производству массовых подшипников на Первом государственном подшипниковом заводе имени Л. М. Кагановича.

## Награды
- Орден Отечественной войны II степени (06.04.1985)[4]
- Медаль «За оборону Москвы» (01.08.1944)[5]
- Медаль «За победу над Германией в Великой Отечественной войне 1941—1945 гг.»[1]